# Idaea serpentata
Idaea serpentata là một loài bướm đêm thuộc họ Geometridae. Nó được tìm thấy ở hầu hết continental châu Âu và Cận Đông.
Sải cánh dài khoảng 22 mm. Con trưởng thành bay từ late tháng 6 đến đầu tháng 8. . They are attracted to light.
Ấu trùng ăn nhiều loại thực vật thân thảo such as Galium, Taraxacum, Rumex và Thymus.

## Hình ảnh

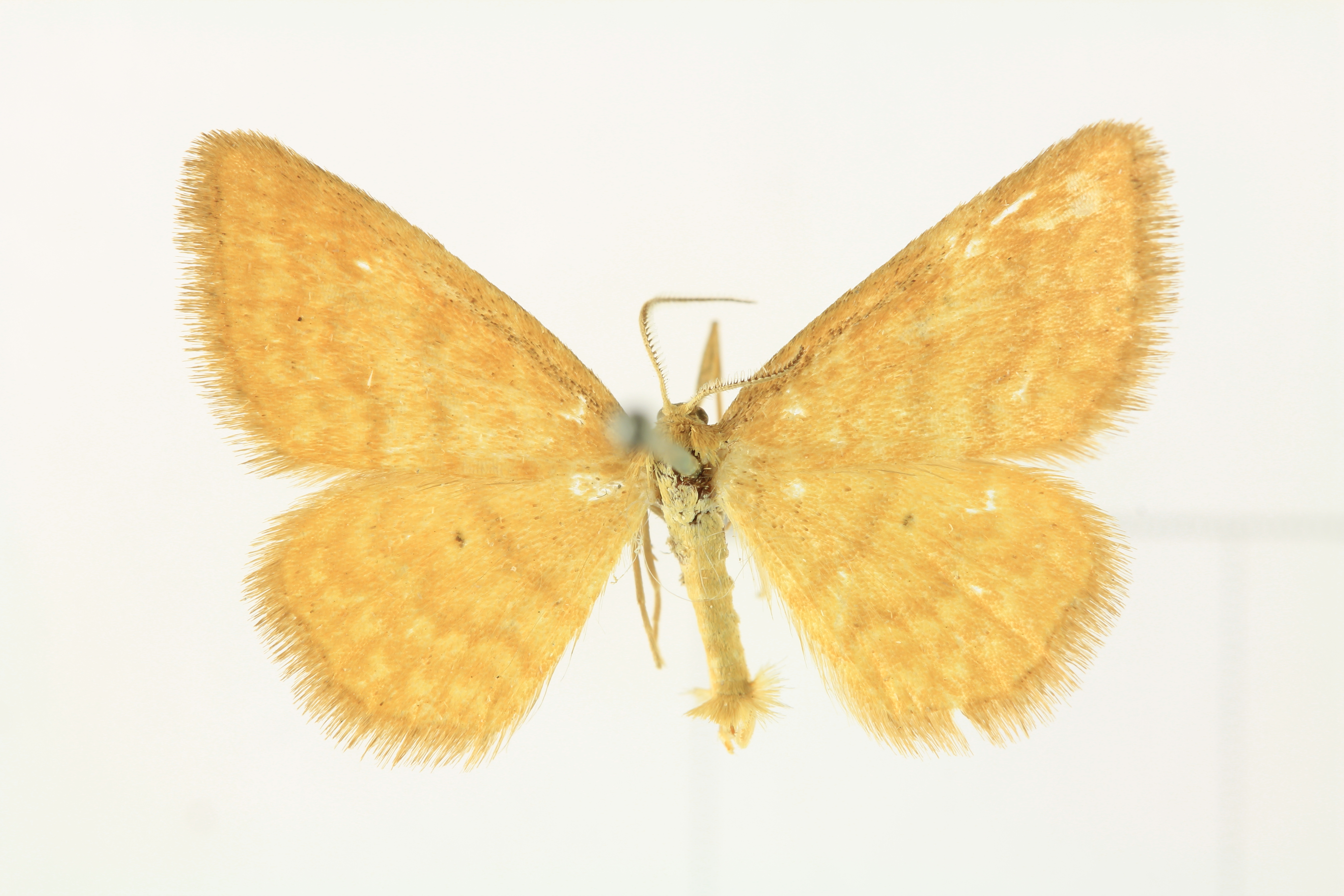
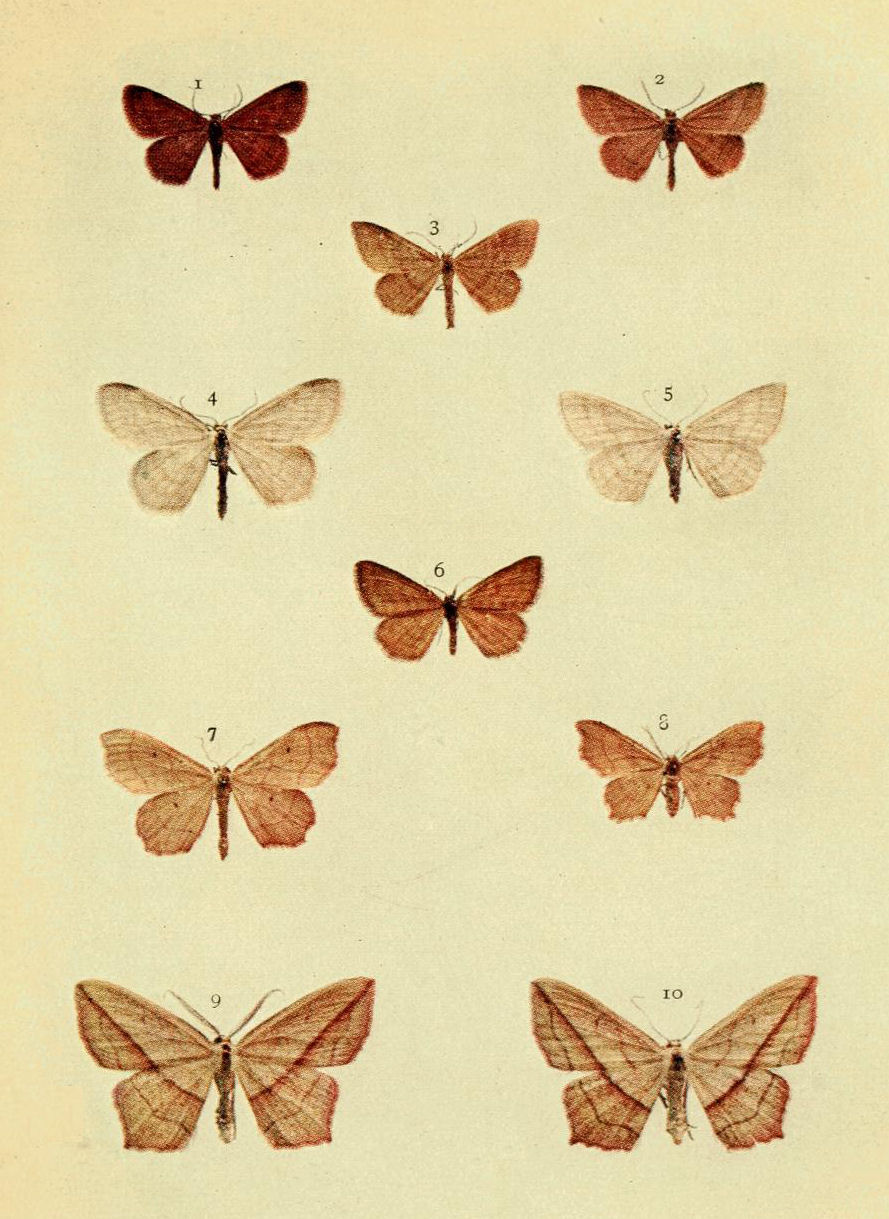